# Onon, Khentii
Onon (tiếng Mông Cổ: Онон, tọa độ: 48°37′0″B 110°36′20″Đ / 48,61667°B 110,60556°Đ) là một thị trấn ở tỉnh Khentii, Mông Cổ, nằm ở thượng nguồn sông Onon.
Nó nằm trên độ cao 1.031 m so với mực nước biển.

## Khí hậu
| Dữ liệu khí hậu của Onon                | Dữ liệu khí hậu của Onon | Dữ liệu khí hậu của Onon | Dữ liệu khí hậu của Onon | Dữ liệu khí hậu của Onon | Dữ liệu khí hậu của Onon | Dữ liệu khí hậu của Onon | Dữ liệu khí hậu của Onon | Dữ liệu khí hậu của Onon | Dữ liệu khí hậu của Onon | Dữ liệu khí hậu của Onon | Dữ liệu khí hậu của Onon | Dữ liệu khí hậu của Onon | Dữ liệu khí hậu của Onon |
| Tháng                                   | 1                        | 2                        | 3                        | 4                        | 5                        | 6                        | 7                        | 8                        | 9                        | 10                       | 11                       | 12                       | Năm                      |
| --------------------------------------- | ------------------------ | ------------------------ | ------------------------ | ------------------------ | ------------------------ | ------------------------ | ------------------------ | ------------------------ | ------------------------ | ------------------------ | ------------------------ | ------------------------ | ------------------------ |
| Trung bình ngày tối đa °C (°F)          | −14 (7)                  | −8 (18)                  | 0 (32)                   | 8 (46)                   | 17 (62)                  | 22 (71)                  | 22 (72)                  | 22 (71)                  | 16 (60)                  | 7 (45)                   | −5 (23)                  | −12 (10)                 | 6 (43)                   |
| Tối thiểu trung bình ngày °C (°F)       | −26 (−15)                | −24 (−12)                | −16 (3)                  | −6 (21)                  | 1 (33)                   | 7 (45)                   | 11 (52)                  | 9 (49)                   | 2 (35)                   | −8 (18)                  | −19 (−3)                 | −26 (−14)                | −8 (18)                  |
| Lượng Giáng thủy trung bình mm (inches) | 5.1 (0.2)                | 0 (0)                    | 13 (0.5)                 | 23 (0.9)                 | 7.6 (0.3)                | 69 (2.7)                 | 99 (3.9)                 | 99 (3.9)                 | 38 (1.5)                 | 10 (0.4)                 | 7.6 (0.3)                | 5.1 (0.2)                | 370 (14.6)               |
| Nguồn: Weatherbase                      |                          |                          |                          |                          |                          |                          |                          |                          |                          |                          |                          |                          |                          |